# La Villeneuve-Bellenoye-et-la-Maize
La Villeneuve-Bellenoye-et-la-Maize är en kommun i departementet Haute-Saône i regionen Bourgogne-Franche-Comté i östra Frankrike. Kommunen ligger i kantonen Vesoul-Est som tillhör arrondissementet Vesoul. År 2022 hade La Villeneuve-Bellenoye-et-la-Maize 155 invånare.

## Befolkningsutveckling
Antalet invånare i kommunen La Villeneuve-Bellenoye-et-la-Maize
| Referens: INSEE |